# Vale Branco

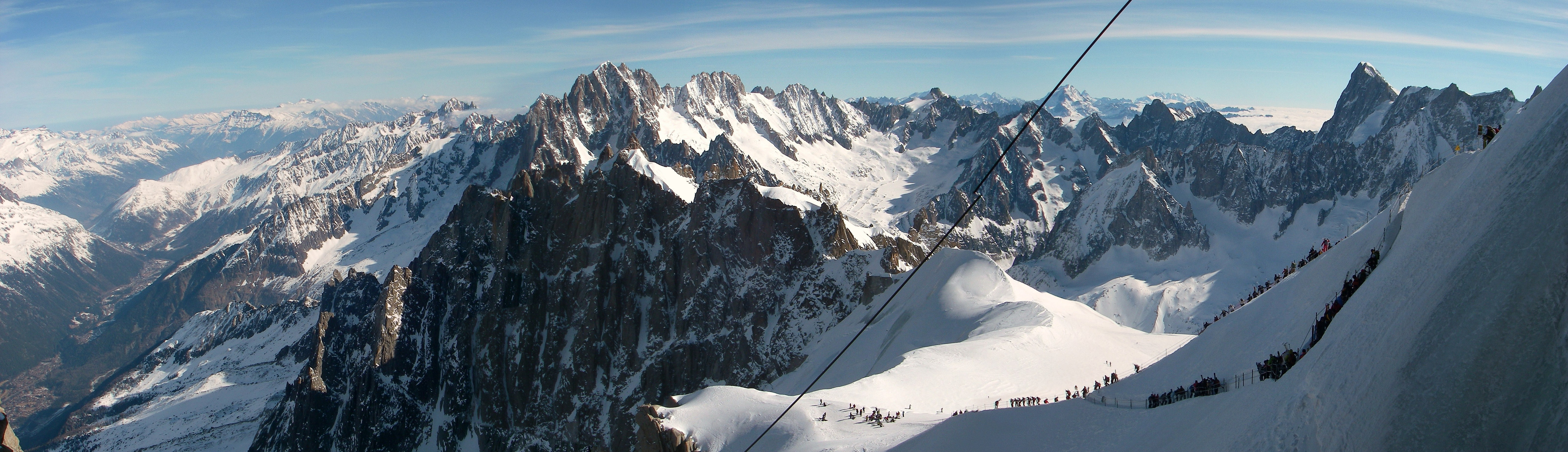
Vallée Blanche

O vale Branco (em francês:  Vallée Blanche) é um vale glaciar situado no maciço do Monte Branco, nos Alpes, em França.
A Vallée Blanche também é o nome de dois itinerários de alta montanha que partem da Aiguille du Midi:
- uma descida em esqui até Montenvers ou mesmo a Chamonix-Mont-Blanc;
- uma travessia do glaciar com esqui de passeio até à Pointe Helbronner.

## Localização
O vale Branco está rodeado por cumes prestigiosos como a Aiguille du Midi, o monte Branco do Tacul, o Grand Capucin, o Dent du Géant, a Ponta Helbronner, etc. e não longe  do Monte Branco, do monte Branco de Courmayeur, do monte Maudit, das Grandes Jorasses, etc.
Por cima, passa-lhe a Telecabine Panorâmica do Monte Branco, que liga a Aiguille du Midi com a ponta Helbronner. O refúgio des Cosmiques fica no Vale Branco ao pé da Aiguille du Midi.

## Itinerários

### Esqui
A descida em esqui tem que se preparada com tempo pois há 83 000 pessoas que a fazem anualmente e é preferível escolher um período a meio da semana, fora das férias invernais. De qualquer formas deve ser feita acompanha por um guia ou monitor de esqui, já que não esta balizada e há inúmeras crevasses. Os 20 km, de descida de dificuldade muito variável segundo o período do ano e o estado da neve, exigem que se esteja à entrada da estação da Teleférico da Agulha do Midi antes que ela abra - às 7 da manhã - para só ter que esperar cerca de 1 h antes de se a poder tomar.
A cerca de metade da descida há um local chamado a sala de jantar porque é o momento de se fazer uma pausa, de se almoçar a ver um espetáculo inesquecível.
A parte mais difícil, é a porção que se tem de descer; a pé, com os esquis na mão, as botas nos pés, por degraus feitos na neve e gelados, para se descer desde a chegada da estação do teleférico até ao Vale Branco. A 3842 m a rarefação do oxigénio diminui o desempenho físico em 20%.
Antes descia-se a esqui até Chamonix-Mont-Blanc (1000 m), mas hoje só se desce até Montenver (1800 m), onde se toma uma telecabina para subir do glaciar até à estação do caminho-de-ferro para se apanhar o caminho-de-ferro de cremalheira até Chamonix.

### Passeio
A travessia, a pé ou em esqui de passeio, do glaciar da Aiguille du Midi (3842 m) à ponta Helbronner (3462 m), não apresenta dificuldade particular até porque um percurso pode sempre ser feito no Teleférico Panorâmico do Monte Branco, mas a ida é mais fácil devido ao desnível negativo.

## Imagens

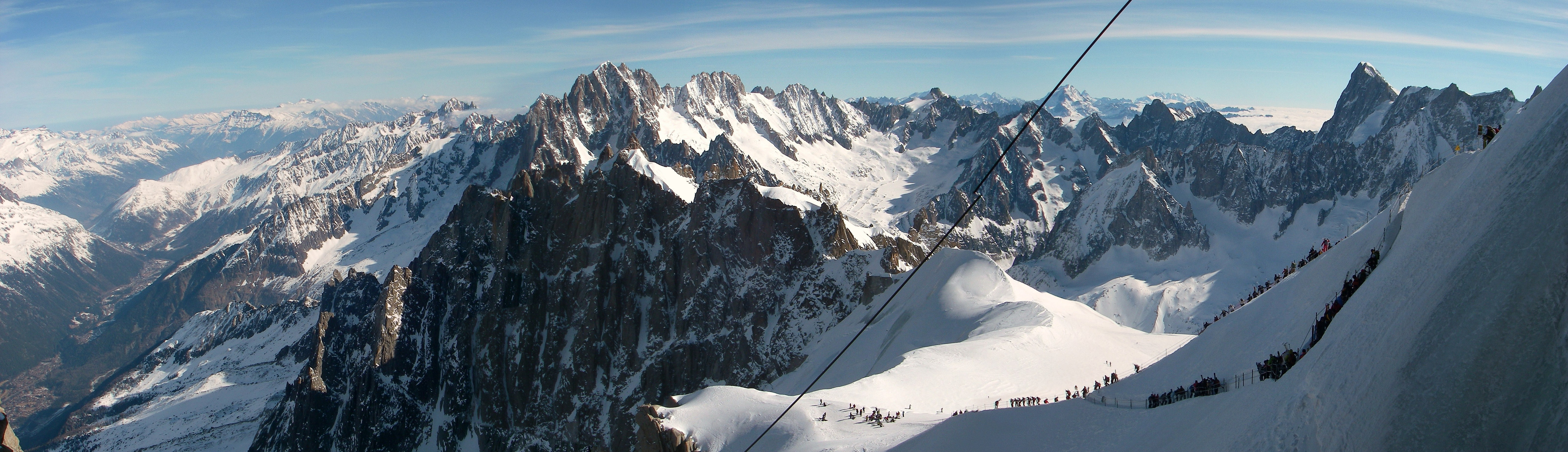
Descida da Aiguille du Midi para o Vale Branco
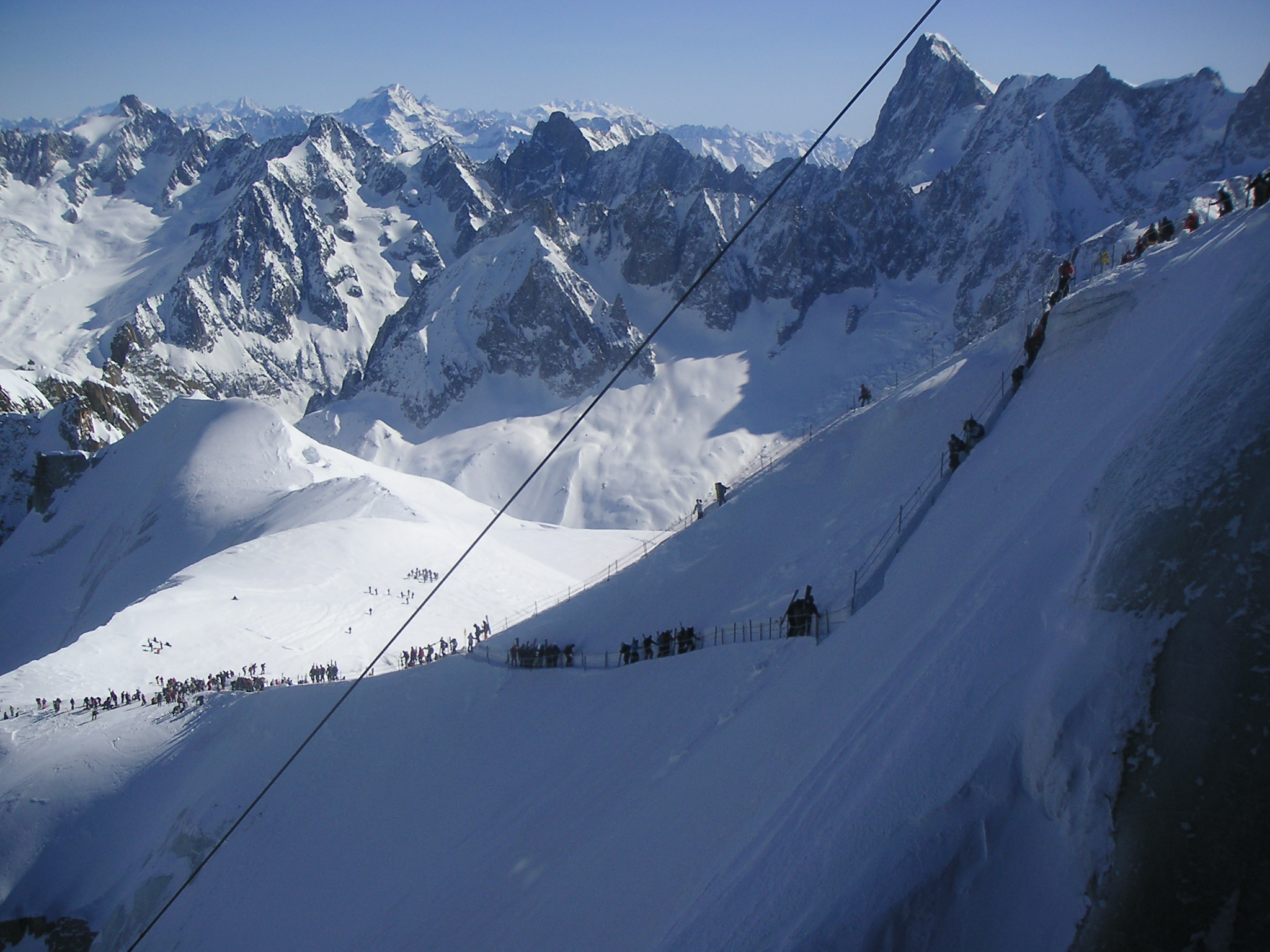
Pormenor da descida em rapel

### Imagens externas
- «Vídeo de 10 minutos da descida»
- «MMA: Imagens»